# Norton with Brockhampton
Norton with Brockhampton var en civil parish från 1866 till 1894 då den blev en del av Norton, Brockhampton, Linton och Whitbourne, i grevskapet Herefordshire, i England. Civil parish var belägen 4 km från Edwyn Ralph och hade 550 invånare år 1891.